# Hadji Zeïnalabdine Taguiev
 (juin 2009).
Si vous disposez d'ouvrages ou d'articles de référence ou si vous connaissez des sites web de qualité traitant du thème abordé ici, merci de compléter l'article en donnant les références utiles à sa vérifiabilité et en les liant à la section « Notes et références ».
Hadji Zeïnalabdine Taguiev ou Taghiev (azéri : Hacı Zeynalabdin Tağıyev) (25 janvier 1823, Bakou – 1er septembre 1924, Mardakan) est un magnat de l'industrie et un philanthrope azéri à l'époque de l'Empire russe.

## Biographie
Zeïnalabdine Taguiev naît dans une famille pauvre de cordonniers dans la vieille ville de Bakou et commence tôt à apprendre la maçonnerie. Au milieu des années 1860, il devient promoteur immobilier, dans une ville qui ne cesse de croître avec l'afflux de fonctionnaires de l'Empire russe, de commerçants étrangers et russes, d'ouvriers venant d'Asie centrale pendant cette phase d'expansion de l'Empire. Au cours du premier boom du pétrole à Bakou qui a lieu en 1873, Taguiev et trois associés achètent un terrain où ils trouvent du pétrole après une longue campagne de forage en 1877, devenant ainsi instantanément millionnaires.
Taguiev investit sa fortune non seulement dans le pétrole, mais aussi dans beaucoup de projets importants, comme la première usine textile d'Azerbaïdjan ou bien dans des poissonneries industrielles. Il vend ensuite ses intérêts dans le pétrole à l'Anglo-Russian Oil Company pour cinq millions de roubles, somme colossale à cette époque. L'Empire russe s'écroule en février 1917, puis la révolution d'Octobre marque les prémices de la guerre civile russe. Bakou est dès lors le théâtre d'affrontements entre tribus islamiques locales et les troupes anglaises dont le pays est intéressé par l'exploitation des champs pétroliers. L'Armée rouge intervient ensuite. 
En 1920, la résidence de Taguiev est confisquée par le gouvernement des soviets qui nationalise toutes les entreprises et abolit la notion de propriété privée. Taguiev est mis aux arrêts dans quelques pièces de son ancienne résidence d'été, où il meurt le 1er septembre 1924. Malgré les efforts soviétiques pour supprimer les souvenirs liés à Taguiev, l'ancien millionnaire est toujours reconnu en Azerbaïdjan comme un exemple de générosité et de philanthropie et plus tard comme l'exemple de la possibilité pour un Azéri de réussir financièrement.

## Sa famille
Il a été marié deux fois, la première fois à sa cousine Zeïnab et la seconde en 1896 à Sona, fille cadette du général Balakichi Arablinski. Il a eu deux fils et une fille de son premier mariage: les fils Ismaïl et Sadik, et la fille Khanim; et deux fils et trois filles de son second mariage : les fils Mammad et Ilias, et les filles Leïla, Sara et Soraya.